# Gertrude Stein
Gertrude Stein (Allegheny, Pennsylvania, SAD, 3. veljače 1874. – Neuilly-sur-Seine, Francuska, 27. srpnja 1946.) bila je američka književnica, pjesnikinja, dramaturginja i kolekcionarka umjetnina. Rođena je u Alleghenyju (koji je danas dio Pittsburgha) u Pennsylvaniji, a odrasla je u Oaklandu u Kaliforniji. Stein se preselila u Pariz 1903. godine gdje je ostala do kraja svog života. U Parizu je održavala salon gdje bi se sastajali najpoznatiji predstavnici modernizma u književnosti i umjetnosti poput Pabla Picassa, Ernesta Hemingwayja, F. Scotta Fitzgeralda, Sinclaira Lewisa, Ezre Pounda, Sherwooda Andersona i Henrija Matissea.
Stein je 1933. objavila kvazimemoar o svojim godinama u Parizu, The Autobiography of Alice B. Toklas. Knjiga je napisana iz perspektive Alice B. Toklas, njezine životne partnerice. Knjiga je postala bestseler i probila je Stein na scenu. Dva su citata iz njenih djela postala općepoznata: "Ruža je ruža je ruža je ruža", i "Ne postoji tamo tamo". Potonji se citat najvjerojatnije odnosi na njezinu kuću iz djetinjstva u Oaklandu.
Njezine su knjige Q.E.D. (1903.) koja se radi o lezbijskim romantičnim aferama koje uključuju nekoliko Steininih prijateljica; Fernhurst, izmišljena priča o ljubavnom trokutu; Three Lives (1905. – 1906.); The Making of Americans (1902. – 1911.); i Tender Buttons (1914.)
Njezine su aktivnosti tijekom Drugog svjetskog rata bile podvrgnute analizama i komentarima. Kao Židovka koja je živjela u dijelu Francuske koji je bio pod nacističkom okupacijom, Stein se najvjerojatnije uspjela održavati kao kolekcionarka umjetnina premda samo preko zaštite Bernarda Faÿa, moćnog službenika višijske vlade i nacističkog suradnika. Nakon što je rat završio, Stein je izrazila divljenje za još jednog višijskog vladara, koji je također bio pristaša nacizma, maršala Pétaina.

## Rani život
Stein je rođena u imućnoj građanskoj obitelji 3. veljače 1874. godine u gradu Allegheny (danas dio Pittsburgha). Njezin otac, Daniel Stein, bio je bogati poduzetnik nekretnina. U kući su pričali njemački i engleski. Obitelj je imala sedmero djece, no dvoje je preminulo u ranom djetinjstvu, a od preostalih petero, Stein je bila najmlađa; njena braća i sestre bili su: Michael (1865.), Simon (1868.), Bertha (1870.) i Leo (1872.).
Kad je Stein imala tri godine, preselila se s obitelji u Beč, a zatim u Pariz. U pratnji guvernanti i učitelja, Steinovi su nastojali usaditi svojoj djeci znanje o europskoj kulturi, povijesti i životu. Nakon jednogodišnjeg boravka u Europi, obitelj se vratila u SAD 1878. u Oakland gdje je njen otac postao direktor neprofitne organizacije Market Street Railway koja je održavala tramvaje u San Franciscu. Stein je pohađala Prvu hebrejsku kongregaciju Oaklandove škole šabatom. Tijekom njihovog boravka u Oaklandu živjeli su četiri godine na posjedu od deset jutara gdje je Stein stvorila mnoge uspomene. Često je odlazila na izlete s bratom Leom s kojim se zbližila. Stein je smatrala školovanje u Oaklandu obeshrabrujućim, no često je čitala Shakespeara, Wordswortha, Scotta, Burnsa, Smolletta, Fieldinga i druge.
Kad je Stein imala 14 godina, njezina je majka, Amelie Stein (djevojačkog prezimena Keyser), preminula. Tri godine kasnije i njezin je otac preminuo. Steinin je najstariji brat, Michael Stein, s 26 godina preuzeo obiteljski posao i odselio se sa svojom braćom i sestrama u San Francisco. On je, poput oca, postao direktor Market Street Railwayja. 1892. godine Gertrudi je i Berthi dogovorio smještaj s majčinom obitelji u Baltimoreu. Gertruda je tamo živjela sa stricem Davidom Bachrachom koji se 1877. godine vjenčao s Gertrudinom tetkom s majčine strane, Fanny Keyser.
U Baltimoreu je Stein upoznala Claribel i Ettu Cone. Sestre Cone cijenile su umjetnost i voljele su pričati o njoj. Sestre Cone podijelile su kućanske radove između sebe, i na taj je način kasnije Stein živjela s Alice B. Toklas. Sestre Cone su također održavale okupljanja što je Stein isto radila kasnije u Parizu.